# كهف دالبينا
كهف دالبينا (بالرومانية: Peștera Dâlbina)‏ هو كهف صغير يقع في قرية بونور، إقليم ألبا، رومانيا. يبلغ طول الكهف 60 مترًا، واكتشف عام 1982.